# Bistum Marbel
Das Bistum Marbel (lat.: Dioecesis Marbeliana) ist eine auf den Philippinen gelegene römisch-katholische Diözese mit Sitz in Koronadal City.

## Geschichte
Das Bistum Marbel wurde am 17. Dezember 1960 durch Papst Johannes XXIII. mit der Apostolischen Konstitution Quod praelaturae aus Gebietsabtretungen der Territorialprälatur Cotabato als Territorialprälatur Marbel errichtet. Die Territorialprälatur Marbel wurde dem Erzbistum Cagayan de Oro als Suffragan unterstellt. Am 29. Juni 1970 wurde die Territorialprälatur Marbel dem Erzbistum Davao als Suffragan unterstellt. Am 5. November 1979 wurde die Territorialprälatur Marbel der Kirchenprovinz Cotabato zugeteilt. 
Die Territorialprälatur Marbel wurde am 15. November 1982 durch Papst Johannes Paul II. mit der Apostolischen Konstitution Cum Decessores zum Bistum erhoben.
Das Bistum Marbel umfasst die Provinzen South Cotabato, Sarangani und Teile der Provinz Sultan Kudarat.

## Ordinarien

### Prälaten von Marbel
- Quintino Carlo Bertamo Olwell CP, 1961–1969
- Reginald Edward Vincent Arliss CP, 1969–1981
- Dinualdo D. Gutierrez, 1981–1982

### Bischöfe von Marbel

Wappen des Bistums Marbel

- Dinualdo D. Gutierrez, 1982–2018
- Cerilo Casicas, seit 2018